# Lost in Yesterday
Singles de Tame Impala
Posthumous Forgiveness (en)
(2019) Breathe Deeper
(2020)
Clip vidéo
[vidéo] « Lost in Yesterday », sur YouTube
Lost in Yesterday est une chanson du projet musical australien Tame Impala, parue sur son quatrième album The Slow Rush. Elle est sortie le 8 janvier 2020 en tant que quatrième single de l'album. La chanson est écrite par Kevin Parker, qui joue tous les instruments et chante toutes les parties vocales.

## Sortie et promotion
Kevin Parker a annoncé la sortie prochaine en postant la couverture du single avec la phrase « next week » (« la semaine prochaine ») sur différents réseaux sociaux,.

## Prestations en public
Tame Impala a interprété Lost in Yesterday et Breathe Deeper lors de l'émission américaine Jimmy Kimmel Live le 2 mars 2020.

## Clip vidéo
Le clip est sorti le 30 janvier 2020. Il est réalisé par Terri Timely (Ian Kibbey et Corey Creasey). Le clip, filmé en plan-séquence, dévoile plusieurs cérémonies de mariage.

## Classements
| Classement (2020)                      | Meilleure position |
| -------------------------------------- | ------------------ |
| Australie (ARIA)                       | 65                 |
| Belgique (Flandre Ultratip 100)        | 4                  |
| Belgique (Flandre Ultratop 50 Airplay) | 46                 |
| Belgique (Wallonie Ultratip 50)        | 22                 |
| Canada (Rock)                          | 23                 |
| États-Unis (Adult Alternative Songs)   | 1                  |
| États-Unis (Alternative Songs)         | 2                  |
| États-Unis (Hot Rock Songs)            | 5                  |
| États-Unis (Rock Airplay)              | 2                  |
| France (SNEP Ventes)                   | 149                |
| Irlande (Irish Singles Chart)          | 78                 |
| Pays-Bas (Nederlandse Tipparade)       | 13                 |
| Pays-Bas (Single Tip)                  | 26                 |
| Portugal (AFP)                         | 129                |
| Royaume-Uni (UK Singles Chart)         | 89                 |

| Classement (2020)                    | Position |
| ------------------------------------ | -------- |
| États-Unis (Adult Alternative Songs) | 2        |
| États-Unis (Alternative Songs)       | 5        |
| États-Unis (Hot Rock Songs)          | 22       |
| États-Unis (Rock Airplay)            | 9        |

## Historique de sortie
| Pays   | Date            | Format                       | Label                              | Réf.  |
| ------ | --------------- | ---------------------------- | ---------------------------------- | ----- |
| Divers | 8 janvier 2020  | - Téléchargement - streaming | - Caroline - Modular (en) - Island |       |
| Divers | 10 janvier 2020 | - Téléchargement - streaming | - Caroline - Modular (en) - Island | [ 7 ] |